# Медиапотребление
Медиапотребление — совокупность информационных или развлекательных медиа, используемых одним человеком или группой людей. Понятие включает чтение книг и журналов, просмотр фильмов и телевизионных программ, прослушивание музыки и взаимодействие с новыми видами медиатехнологий. 
Феномен медиапотребления тесно связан с появлением записывающих устройств, изобретением книгопечатания и радио.  

## История и значимые личности
Первым известным видом средств массовой информации можно считать устную передачу информации, которая существовала ещё в древности. С появлением письменности люди получили возможность обмениваться знаниями, передавая друг другу записки. Однако по-настоящему массовым этот способ распространения информации стал только с возникновением печатных газет.
Иоганн Гутенберг стал первым, кто изобрёл печатный станок. Его изобретение позволило массово издавать книги, журналы, рекламные афиши и газеты.
Спустя десятилетия Павел Шиллинг создал телеграф — новое чудо техники, которое продемонстрировало ранее неизвестный способ беспроводной связи. Именно с помощью этого изобретения были отправлены первые электронные сообщения. Позже люди получили возможность пользоваться телеграфом с помощью специального телефонного наушника и клавиатуры. На ней они набирали закодированную информацию, появляющуюся затем на телеграфной ленте в виде точек и тире. Такой вид коммуникации называется «Азбукой Морзе» в честь её изобретателя — Сэмуэля Морзе.
Ещё позже такие выдающиеся личности, как Александр Белл и Антонио Меуччи, независимо друг от друга изобрели телефон. Его первая версия была довольно проста в использовании и не требовала знания определённых кодов или «азбук».
На основе знаний, полученных при изобретении телефона и телеграфа, в 1895 году Гульельмо Маркони впервые успешно послал и получил радиосигнал.
В 1923 году Владимир Зворыкин запатентовал способ передачи телевизионного сигнала, полностью основанный на электронном принципе, в 1931 году создал кинескоп, а в 40-е годы смог разбить световой луч на три цвета, тем самым получив цветное изображение. По сей день телевидение является самой «потребляемой» частью массмедиа, поскольку оно позволяет распространять не только аудио-, но и видеоинформацию.
Всемирно известная компания «Apple» в 1976 году выставила на продажу свой первый компьютер, что послужило началом коммуникации людей посредством электронных писем.

## Рост медиапотребления
Со времен глиняных дощечек до нынешней эпохи социальных сетей и интернета медиапотребление колоссально выросло. Например, американские учёные установили, что среднестатистический американец получает примерно 34 гигабайта информации в день. Очевидно, что с изобретением новых технологий наблюдается рост медиапотребления. Однако, согласно исследованию, требуется более 15 часов в день, чтобы услышать или увидеть всю информацию, запрашиваемую пользователями через мобильный телефон и компьютер. 
С ростом популярности таких социальных сетей, как Instagram, Twitter и Facebook, возраст потребителей медиа снижается.
Процессы медиапотребления претерпевают серьезную трансформацию, в частности наблюдается изменение процесса чтения. Потребление быстрой, разрозненной информации из множества источников заменяет социокультурную практику чтения книг. Это негативно влияет на способность людей работать с длинными текстами в целом: людям становится тяжелее удерживать свое внимание на чем-то одном продолжительное время, ведь мозг привык быстро переключаться. «Клиповое» мышление, будучи адаптацией к перегрузке инфорамцией, несовместимо с критическим анализом информации.

## Положительное влияние
Существует много положительных эффектов медиапотребления. 
Например, телевидение может помочь в воспитании молодого поколения. Развивающие телепередачи, такие как «Улица Сезам», помогают детям освоить математику, выучить алфавит, научиться доброте, приобрести навыки работы в команде. Существует также телевизионные программы, мотивирующие к посещению культурных мест: библиотек, зоопарков, музеев. 
СМИ, связанные с рекламой, также могут оказывать положительное влияние на людей. К примеру, антитабачная реклама, демонстрирующая последствия употребления табака, помогла снизила процент курящих подростков на 22% за 3 года.
Видеоигры также могут быть полезными, развивая креативность и снижая уровень стресса у пользователей.
Благодаря интернету, у людей появился доступ к электронным библиотекам с широким выбором литературы. Возрасло число образовательных сайтов и сервисов, что сильно упростило процесс обучения и написания исследовательских работы. 
С появлением социальных сетей и мессенджеров люди получили возможность свободно взаимодействовать друг с другом независимо от своего местонахождения.

## Критика
Многие считают, что массмедиа оказывает сильное негативное влияние на поведение людей и их нервную систему. 
К примеру, потребление фильмов, телевизионных программ, видеоигр и интернет сайтов, содержащих сцены жестокости и насилия, может повысить уровень агрессии человека и, как следствие, спровоцировать проявление жестокости. 
Медиапотребление также может негативно отразиться на самооценке человека. Так, например, у многих женщин появляются комплексы после того, как они видят красивую и худую девушку на экране. В некоторых случаях это приводит к расстройству пищевого поведения и депрессии. 
Вдобавок, существует связь между проблемами с лишним весом и ростом медиапотребления: вместо занятий физической активностью, люди проводят много времени сидя за компьютером. 
Также люди стали более зависимыми от социальных сетей – они боятся пропустить что-то потенциальное важное, что произошло в интернете, и поэтому не способны надолго откладывать телефон. Это называется «синдромом упущенной выгоды», который характеризуется тревогой, желанием быть в курсе всех событий, происходящих в социальных сетях, и ощущением, что жизнь других интереснее.